# Eulepidotis microleuca
Eulepidotis microleuca är en fjärilsart som beskrevs av Dyar 1914. Eulepidotis microleuca ingår i släktet Eulepidotis och familjen nattflyn. Inga underarter finns listade i Catalogue of Life.